# Notiphila paludia
Notiphila paludia är en tvåvingeart som beskrevs av Wayne N. Mathis 1979. Notiphila paludia ingår i släktet Notiphila och familjen vattenflugor.
Artens utbredningsområde är Nebraska. Inga underarter finns listade i Catalogue of Life.